# 709 crackdown
La 709 Crackdown (中国709维权律师大抓捕事件T, Zhōngguó 709 wéiquán lǜshī dàzhuābǔ shìjiànP, lett. "Il grande arresto di 709 avvocati per i diritti civili in Cina", o 709案T, lett. "Il caso del 709", in breve) è stata una campagna di repressione a livello nazionale contro gli avvocati e gli attivisti per i diritti umani cinesi avviata durante l'estate del 2015. È conosciuta come la "709 crackdown" (La "repressione del 709" in italiano) in quanto è iniziata il 9 luglio 2015.
Yaqiu Wang di Human Rights Watch ha dichiarato che "la repressione del 709 ha inferto un colpo terribile al movimento di difesa dei diritti della Cina, che si è significativamente contratto quando gli avvocati per i diritti sono stati imprigionati, radiati o messi sotto sorveglianza".

## Bersagli
Più di 200 persone sono state arrestate nel corso della repressione del 2015. Alcune delle persone colpite dalla repressione sono:
- Li Heping, ex avvocato dei diritti umani, arrestato nel 2015.[4] Gli è stata poi concessa una sospensione della pena nell'aprile 2017[5] ed è stato rilasciato nel maggio 2017[6].
- Wang Quanzhang, arrestato nell'agosto 2015[1], è stato sotto processo dal dicembre 2018 al gennaio 2019 per poi essere condannato a quattro anni e mezzo di reclusione per sovversione del potere statale.[7] È stato rilasciato dal carcere il 4 aprile 2020 ed è stato trasferito dalle autorità nella sua precedente residenza a Jinan per un periodo di isolamento di due settimane a causa del COVID-19, ma sua moglie ritiene che il governo abbia usato l'epidemia come scusa per tenerlo agli arresti domiciliari.[8]
- Wang Yu, avvocata accusata di incitamento alla sovversione del potere statale[9], è stata rilasciata su cauzione nel 2016[10].
- Wu Gan, attivista dei diritti umani conosciuto come il "Macellaio volgare", è stato condannato a otto anni nel dicembre 2017.[3][11]
- Xiang Li, attivista a cui è stato vietato di lasciare la Cina durante la repressione. È riuscita a fuggire clandestinamente in Thailandia nel gennaio 2018. Le è stato concesso il visto umanitario per gli Stati Uniti nel luglio 2018 ed è arrivata negli Stati Uniti il 27 luglio 2018.[12]

Il 17 giugno 2020, secondo un rapporto di Deutsche Welle, Yu Wensheng, che aveva difeso Wang Quanzhang e chiesto pubblicamente la rimozione di Xi Jinping e le riforme del sistema legale e politico, è stato condannato a quattro anni di prigione e privato dei diritti politici per tre anni.

## Reazioni
- Dipartimento di Stato degli Stati Uniti d'America: il portavoce John Kirby ha rilasciato una dichiarazione scritta il 12 luglio affermando: "Il Dipartimento di Stato degli Stati Uniti è allarmato dalla detenzione sistematica negli ultimi giorni da parte di funzionari della pubblica sicurezza cinese di persone che difendono i diritti degli altri in modo pacifico, compresi quelli che stanno legittimamente sfidando la politica ufficiale. L'uso della nuova legge cinese sulla sicurezza nazionale come base legale per le violazioni dei diritti umani è di profonda preoccupazione per gli Stati Uniti. Gli Stati Uniti esortano fortemente il governo cinese a rispettare i diritti di tutti i cittadini e a rilasciare tutte le persone detenute per aver cercato di proteggere i diritti dei cittadini cinesi".[14][15]